# Ožbalt
Ožbalt je naselje v Občini Podvelka.
Ožbalt je obcestno naselje na nadmorski višini 306 metrov. Ima vrtec, pošto, cerkev, gostilno, trgovino, gasilski dom (Prostovoljno gasilsko društvo Ožbalt), nogometno igrišče (ŠD Ožbalt) in zobozdravstveno ambulanto. Meji na Kapla na Kozjaku.

## Izvor krajevnega imena
Ime kraja je poimenovano po svetniku Ožbaltu, ki mu je posvečena tamkajšna župnijska cerkev. Osebno ime Ožbalt je prevzeto iz srednjevisokonemškega imena Oswald. V starih listinah se kraj omenja leta 1372 aput Sanctum Oswaldum, 1459 S. Oswald. Kraj se je do 1952 uradno imenoval Sv. Óžbalt.